# Plato (kráter)
Plato (někdy nazývaný Platón) je měsíční impaktní kráter s velmi tmavým dnem nacházející se na severovýchodním okraji Mare Imbrium (Moře dešťů) a jižně od Mare Frigoris (Moře chladu). Má průměr 101 kilometrů  a je hluboký 1 000 metrů. Kráter je velmi vhodným útvarem pro pozorování většími astronomickými dalekohledy, neboť se na jeho hladkém dně odehrávají zajímavá stínová představení. Vznikl před více než třemi miliardami let při srážce s kosmickým tělesem. O přibližně miliardu let později kráter vyplnila čedičová láva, díky níž se Plato dosti odlišuje od přibližně stejně velkého, ale výrazně mladšího kráteru Koperník. Proto zde není vidět jeho původní dno, nad nímž by se jinak tyčil středový vrchol do výšky cca 2 000 m. Západní okraj kráteru je poznamenán nápadným sesutým blokem o rozměrech téměř 10 x 10 km. U kráteru Plato byly zaznamenány tzv. měsíční přechodné jevy.

## Pojmenování
Charles Wood ve své knize The Modern Moon uvádí, že kráter Plato byl nejprve pojmenován Michaelem van Langrenem v roce 1645 jako Lacus Pancirolli, poté Johannem Heveliem v roce 1647 jako Lacus Niger Major (Velké černé jezero).
V roce 1651 jej italský astronom Giovanni Battista Riccioli přejmenoval podle významného řeckého matematika a filozofa Platóna.

## Satelitní krátery

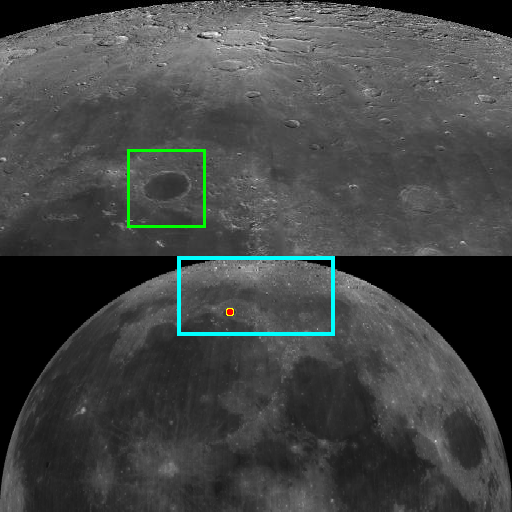
Kráter Plato.

V okolí kráteru se nachází síť sekundárních kráterů. Ty byly označeny podle zavedených zvyklostí jménem hlavního kráteru a velkým písmenem abecedy. Jeden kráter byl Mezinárodní astronomickou unií přejmenován. Je to Plato A (dnes kráter Bliss, průměr 23 km).
| Plato | Sel. šířka | Sel. délka | Průměr |
| ----- | ---------- | ---------- | ------ |
| B     | 53.0° S    | 17.2° Z    | 13 km  |
| C     | 53.2° S    | 19.4° Z    | 10 km  |
| D     | 49.6° S    | 14.5° Z    | 10 km  |
| E     | 49.7° S    | 16.2° Z    | 7 km   |
| F     | 51.7° S    | 17.4° Z    | 7 km   |
| G     | 52.1° S    | 6.3° Z     | 8 km   |
| H     | 55.1° S    | 2.0° Z     | 11 km  |
| J     | 49.0° S    | 4.6° Z     | 8 km   |
| K     | 46.8° S    | 3.3° Z     | 6 km   |
| KA    | 46.8° S    | 3.6° Z     | 6 km   |
| L     | 51.6° S    | 4.3° Z     | 10 km  |
| M     | 53.1° S    | 15.4° Z    | 8 km   |
| O     | 52.3° S    | 15.4° Z    | 9 km   |
| P     | 51.5° S    | 15.2° Z    | 8 km   |
| Q     | 54.5° S    | 4.8° Z     | 8 km   |
| R     | 53.8° S    | 18.3° Z    | 6 km   |
| S     | 53.8° S    | 14.9° Z    | 6 km   |
| T     | 54.5° S    | 11.2° Z    | 8 km   |
| U     | 49.6° S    | 7.4° Z     | 6 km   |
| V     | 55.8° S    | 7.4° Z     | 6 km   |
| W     | 57.2° S    | 17.8° Z    | 4 km   |
| X     | 50.1° S    | 13.8° Z    | 5 km   |
| Y     | 53.1° S    | 16.3° Z    | 10 km  |

## Kráter Plato v kultuře
- Kráter Plato je zmíněn ve vědeckofantastickém románu britského spisovatele Arthura C. Clarka Měsíční prach.[6]
- V povídce Arthura C. Clarka Vykročiv z kolébky, navěky obíhá... je v kráteru Plato základna, kde byly postaveny kosmické lodě Alfa, Beta a Gama.[7]
- Hal Clement umístil ve své vědeckofantastické povídce „Mít tak s sebou prachovku...“ do oblasti kráteru Plato stěžejní část příběhu o komplikacích s měsíčním prachem.[8]
- Kráter Plato je jednou z hlavních základen pro kolonizaci Měsíce ve vědeckofantastickém románu českého spisovatele Františka Běhounka Akce L.

## Galerie

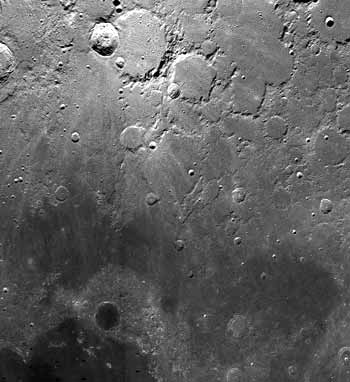
Fotografie Mare Frigoris (Moře chladu). Plato je tmavý objekt na spodní části fotografie.
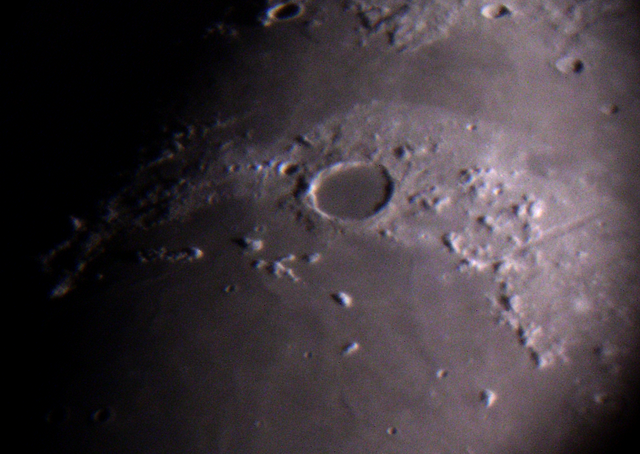
Kráter Plato (uprostřed).
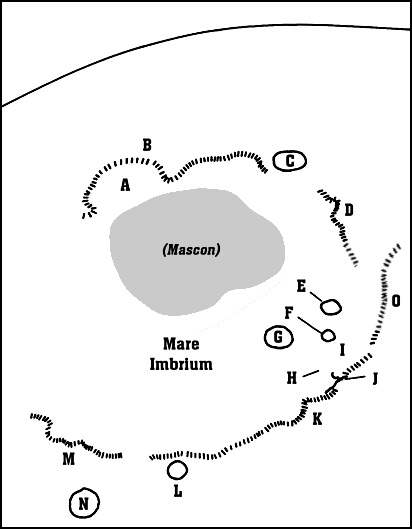
Mapa Mare Imbrium (Moře dešťů). Plato je označen písmenem C.
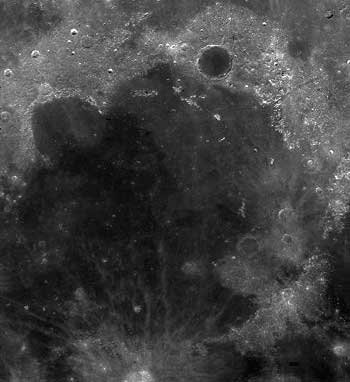
Mare Imbrium s kráterem Plato (horní část fotografie).
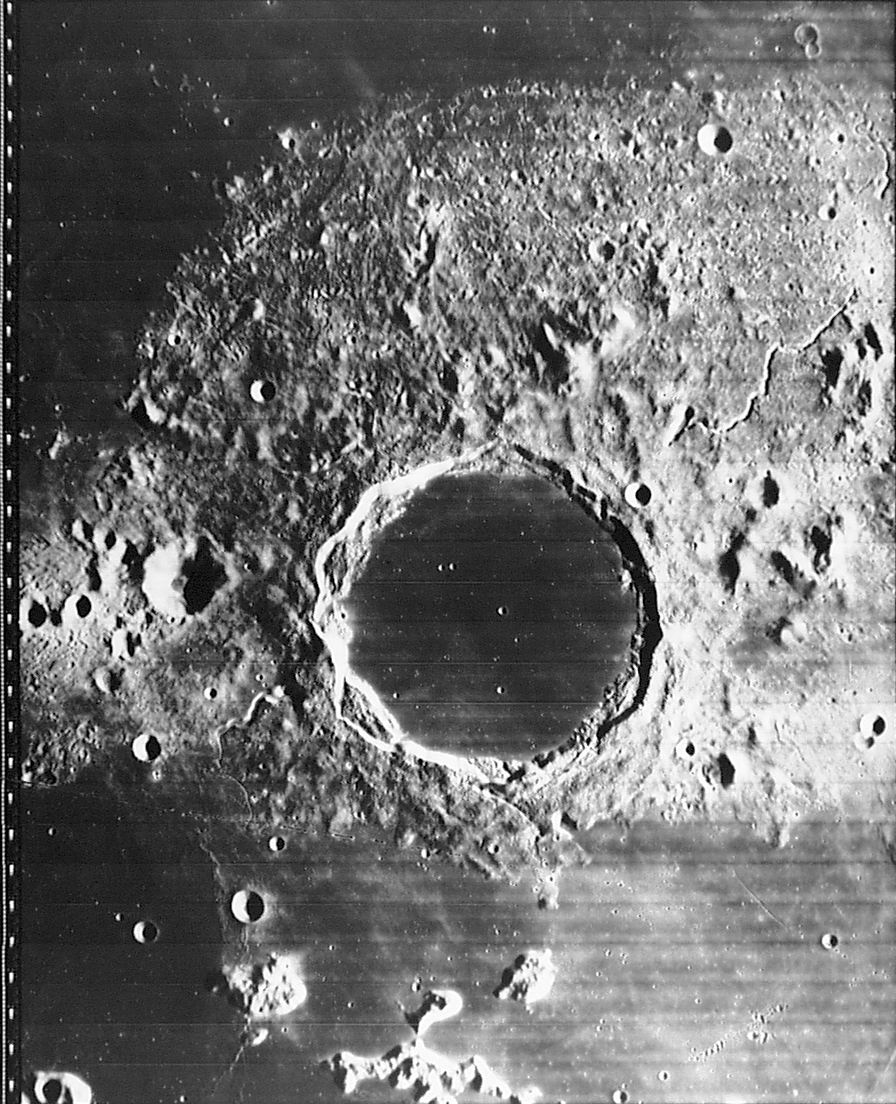
Kráter Plato.